# U-1009
U-1009 – niemiecki okręt podwodny (U-Boot) typu VII C/41 z okresu II wojny światowej. Okręt wszedł do służby w 1944 roku.

## Historia
Wcielony do 31. Flotylli U-Bootów celem szkolenia załogi, od listopada 1944 roku w 11. Flotylli jako jednostka bojowa.
U-1009 odbył dwa patrole bojowe, podczas których nie zatopił żadnej jednostki przeciwnika.
Poddany 10 maja 1945 w Loch Eriboll (Szkocja).
Zatopiony 16 grudnia 1945 roku w ramach operacji Deadlight ogniem artyleryjskim brytyjskiego niszczyciela HMS „Onslow”.